# Riksdagen 1874
Riksdagen 1874 ägde rum i Stockholm.
Riksdagens kamrar sammanträdde i gamla riksdagshuset den 15 januari 1874. Riksdagsarbetet inleddes ceremoniellt genom riksdagens högtidliga öppnande i rikssalen på Stockholms slott. Riksdagen avslutades den 22 maj 1874.